# The Yes Men
Els Yes Men són un duo d'activistes format per Andy Bichlbaum i Mike Bonanno. En les seves actuacions, imiten organitzacions que volen criticar, un mètode que diuen «correcció d'identitat», que tracta bàsicament de desemmascarar les corporacions multinacionals i tot l'entramat d'interessos polítics i econòmics que tendeixen a la seva protecció en perjudici dels ciutadans del planeta.
Es fan passar per persones poderoses i portaveus d'organitzacions prominents, accepten les invitacions rebudes a les seves pàgines web per aparèixer en conferències i programes de televisió. Després usen la seva autoritat recentment adquirida per expressar la idea que les corporacions i organitzacions governamentals sovint actuen en maneres deshumanizants cap al públic en general.
El seu metode usual és la sàtira: es fan passar per portaveus corporatius o del govern, solen fer comentaris xocants i denigrants sobre els treballadors i consumidors.
Els Yes Men s'han fet passar per portaveus d'organitzacions tals com l'OMC, McDonald's, Dow Chemical, entre d'altres.
Obra cinematogràfica
- The Yes Men (2003)
- The Yes Men Fix the World (2009)
- The Yes Men Are Revolting (2014)